# Carenesycha velezi
Carenesycha velezi är en skalbaggsart som beskrevs av Martins och Maria Helena M. Galileo 1995. Carenesycha velezi ingår i släktet Carenesycha och familjen långhorningar. Inga underarter finns listade.